# Bertil Qvist
Karl Bertil Qvist  (* 21. Oktober 1920 in Vaasa; † 27. Mai 1991) war ein finnischer Mathematiker und Astronom.
Qvist studierte Mathematik, Astronomie und Physik an der Universität Helsinki mit dem Abschluss in Mathematik 1945. Danach war er bis 1954 Assistent für Astronomie. Er wurde 1951 bei Gustaf Järnefelt an der Universität Helsinki in Astronomie promoviert (On the Integration of Stellar Models in Radiative Equilibrium). Er war ab 1954 Dozent für Mathematik an der Åbo Akademi und war dort ab 1962 Professor für Angewandte Mathematik. 1975 wurde er dort Prorektor. 1983 wurde er emeritiert.
Er befasste sich mit theoretischer Astrophysik, beginnend mit seiner Dissertation über Sternmodelle. Zusammen mit Paul Kustaanheimo verfasste er Beiträge zur Allgemeinen Relativitätstheorie und zur Geometrie. Nach 1962 befasste er sich vor allem mit Stochastik. Von ihm stammt der Satz von Qvist.